# エルヴィン・ケーニッヒ
エルヴィン・ケーニッヒ（Erwin König）は、第二次世界大戦で400名以上の敵兵を射殺したとされるドイツの伝説的な軍人、狙撃手。階級は少佐。独ソ戦東部戦線のスターリングラードの戦いでソ連軍の狙撃手ヴァシリ・ザイツェフに殺害されたと伝えられている。

## 実在したかには疑問も
ドイツ側に公式記録が存在せず、実在が確認できないため、ソビエト連邦が、自軍の狙撃兵であるヴァシリ・ザイツェフの戦果を宣伝し、英雄として祭り上げる為のプロパガンダとして捏造した架空の人物である可能性が指摘されている。これに対してソ連側は、ドイツ軍が英雄の死を隠蔽して、兵士の士気低下を防ごうとしたと主張している。ケーニッヒについては、ザイツェフの回想録『狙撃手の記憶、ケーニッヒ少佐』にも、ウィリアム・クレイグの1973年のノンフィクション『Enemy at the Gates: The Battle for Stalingrad』でも言及されている。
戦後のベルリン訪問では、  ザイツェフは、自分がケーニッヒの娘であることを告げた女性に直面したとされ、ソ連当局は対立を避けるためにザイツェフをすぐに避難させた。

## スターリングラード攻防戦
ケーニッヒはスターリングラード攻防戦においてヴァシリ・ザイツェフを倒すためにドイツよりロシア戦線に送られた。ザイツェフによれば、彼とケーニッヒの決闘はスターリングラードの廃墟で3日間にわたって行われた。ザイツェフは3日間の追撃の後、波状鉄板の下に隠れているケーニッヒを発見し、狙撃に成功した。ケーニッヒから奪い取った眼鏡照準機はザイツェフにとって至宝だったとされ、モスクワの戦争博物館に展示されている。ザイツェフの著書やアレクサンドル・シチェルバコーフへの報告書においてはこの事について記述がなく、事実であるかどうかは判明していない。

## 映画、小説に描かれたケーニッヒ
映画『スターリングラード』では、決闘のフィクションとして、エド・ハリスが演じるエルヴィン・ケーニッヒが国防軍狙撃手学校の校長として描かれている。 彼はスターリングラードに派遣され、ますます攻撃的になるソ連の狙撃兵を相手にすることになる。当初、彼はザイツェフのパートナー4人を殺すことに成功するが、最終的にはジュード・ロウが演じるところのロシア人狙撃手ザイツェフに出し抜かれてしまう。
ケーニッヒは1999年のデヴィッド・L・ロビンスの小説『War of the Rats』（邦題：鼠たちの戦争、新潮文庫）に登場し、ハインツ・トルヴァルトというナチス親衛隊（SS）の大佐として描かれている。
ラモン・ロサナスはザイツェフとケーニッヒの対決を描いたコミックを描いた。